# Gabiniani
Os Gabiniani eram 2000 legionários romanos e 500 cavaleiros estacionados no Egito pelo general romano Aulus Gabinius depois que ele restabeleceu o faraó Ptolomeu XII Auleta no trono egípcio em 55 a.C. Os soldados foram deixados para proteger o rei, mas logo adotaram os costumes de seu novo país e ficaram completamente alienados da República Romana. Após a morte de Auleta em 51 a.C., eles ajudaram seu filho Ptolomeu XIII em sua luta pelo poder contra sua irmã Cleópatra e até envolveram Júlio César, o defensor de Cleópatra, durante Guerra Civil de César até o cerco de Alexandria (48–47 a.C.) em batalhas violentas.

## Poder protetor de Ptolomeu XII no Egito
Em 58 a.C., o faraó Ptolomeu XII "Auleta" teve que deixar o Egito e foi para o exílio político em Roma devido a uma revolta popular, e sua filha Berenice IV assumiu o trono. Três anos depois, Aulo Gabínio, o procônsul romano da Síria romana, restaurou o rei ao trono após uma curta campanha. Então ele deixou uma parte de seu exército, chamado por ele de Gabiniani, no Egito para a proteção do rei. Essas tropas romanas também incluíam cavaleiros gauleses e alemães.
Como o Egito era nominalmente independente, os gabinianos não eram um exército de ocupação romano, mas mercenários de Ptolomeu XII. De acordo com Júlio César, eles logo adotaram o modo de vida dissipado dos alexandrinos, enquanto negligenciavam a disciplina romana. No entanto, eles ainda possuíam uma grande força de combate porque César os descreveu como inimigos muito perigosos na guerra alexandrina. Eles se casaram com mulheres egípcias e já tiveram filhos com elas antes da chegada de César no Egito (48 a.C.). Com o tempo, eles perderam sua conexão com Roma e se tornaram um poder protetor leal de Ptolomeu XII, que os usou em lutas contra súditos rebeldes.

## Conflito com Cleópatra VII
Após a morte de Ptolomeu XII (51 a.C.), seus dois filhos sobreviventes mais velhos, Ptolomeu XIII e Cleópatra VII, deveriam ter sucesso juntos no trono como marido e mulher, mas a jovem rainha logo destituiu seu irmão e marido e governou sozinha. Ela rapidamente entrou em um sério conflito com os Gabiniani. Em 53 a.C., os poderosos partos infligiram uma derrota devastadora aos romanos na Batalha de Carras, e três anos depois – no início do ano 50 a.C. – o governador da Síria, Marcus Calpurnius Bibulus, enviou dois de seus filhos ao Egito para recrutar os Gabiniani para a guerra contra os partos. Os gabinianos, no entanto, não queriam desistir de sua vida confortável no Império Ptolomaico para lutar contra os partos, então mataram os filhos de Bíbulo.
Cleópatra continuou as políticas pró-romanas de seu pai. Ela imediatamente prendeu os assassinos e os entregou acorrentados a Bibulus. Essa ação transformou os gabinianos em amargos inimigos da rainha, pois Cleópatra queria manter boas relações com Roma. O historiador romano Valério Máximo, afirmou que o procônsul sírio enviou os assassinos de volta ao Egito porque o Senado em Roma, e não ele, era o responsável pela punição dos criminosos, que ainda eram cidadãos romanos. O historiador alemão Christoph Schäfer não acreditou nessa versão e apontou que o procônsul provavelmente puniu os assassinos, já que ele tinha autoridade legal e acreditasse que os assassinos só poderiam ser julgados pelo Senado, ele não os teria devolvido ao Egito. enfim, mas para Roma. Schäfer acredita que a ruptura de Cleópatra com os Gabiniani foi a principal causa de sua subsequente perda de poder porque suas ações levaram os mercenários a se juntarem àqueles que apoiaram Ptolomeu XIII e seus três influentes guardiões e conselheiros, Potino, Áquila e Teódoto de Quios.
Na primavera de 49 a.C. Cneu Pompeu, o filho mais velho do triúnviro, Pompeu, veio ao Egito para pedir ajuda militar na guerra civil contra Júlio César que acabara de estourar. Nessa época, Ptolomeu XIII havia recuperado o poder igual a Cleópatra, e ambos os governantes cumpriram a petição. Entre outras coisas, enviaram 500 cavaleiros gabinianos a Pompeu. Desta vez, os Gabiniani não se recusaram a ir à guerra.
No final de 49 a.C. Cleópatra foi expulsa de Alexandria por instigação de Potino. Provavelmente em conexão com esta ação, César acusou os gabinianos de estarem tão acostumados com os velhos costumes dos soldados alexandrinos que exigiram a execução de amigos de reis, tentaram aumentar seus salários sitiando o palácio e depuseram reis e levou outros homens ao poder.
Após a derrota decisiva de Pompeu na Batalha de Farsália, ele fugiu para a costa do Egito e exigiu ajuda e apoio do governo ptolomaico. Os conselheiros de Ptolomeu XIII não estavam dispostos a se envolver na guerra civil romana e decidiram assassinar Pompeu na tentativa de agradar o vitorioso César. Potino e seus companheiros também temiam que Pompeu tentasse incitar os ex-soldados romanos do exército ptolomaico – que já haviam lutado sob seu comando – para que ele pudesse obter o controle sobre o Egito. Considera-se improvável que os gabinianos tenham sido convencidos a participar de tal ação, devido à sua estreita conexão com a monarquia e a comunidade egípcias. Na verdade, dois membros principais do Gabiniani, o ex-o tribuno Lucius Septimius e o centurião Salvius, participaram do assassinato de Pompeu (25 de julho de 48 a.C. de acordo com o calendário juliano).

## Guerra contra César
César chegou ao Egito alguns dias após o assassinato de Pompeu. Apesar da eliminação de seu inimigo, ele não deixou o país e apoiou a expulsa Cleópatra na luta pelo poder ptolomaica. Potino organizou a oposição militar contra César. Na guerra alexandrina que se seguiu, os Gabiniani desempenharam um papel importante: eram as divisões principais do exército de Áquila, que compreendia 20 000 soldados de infantaria e 2 000 cavaleiros. As forças de César eram um quinto do tamanho de seu oponente. César relata em seu Commentarii de Bello Civili que criminosos fugitivos e exilados das províncias romanas vizinhas se juntaram aos gabinianos porque o governo os recrutou para aumentar as fileiras de seu exército.
Após a conclusão bem sucedida da guerra Alexandrina, César substituiu os Gabinianos por três legiões confiáveis, a XXVII, XXVIII e XXIX. Estes serviram como o exército de ocupação romano do Egito e foram encarregados de proteger Cleópatra, mas também de garantir a lealdade da rainha a Roma.